# New Vibe Who Dis
New Vibe Who Dis è un singolo del DJ estone Madison Mars, pubblicato il 23 agosto 2019.

## Descrizione
Il brano, che vede la partecipazione vocale del cantante statunitense Little League, è stato candidato per l'Eesti Muusikaauhinnad alla canzone dell'anno, perdendola tuttavia nei confronti di Für Oksana di Nublu e Gameboy Tetris.

## Tracce
Testi e musiche di M. Sillamo, A. Bianco, C. Stayton e V. Clarke.
1. New Vibe Who Dis (feat. Little League) – 3:11

## Formazione
- Madison Mars – programmazione, produzione
- Little League – voce

## Classifiche

### Classifiche settimanali
| Classifica (2019) | Posizione massima |
| ----------------- | ----------------- |
| Estonia           | 13                |
| Polonia           | 3                 |
| Russia            | 19                |
| Ucraina           | 154               |

### Classifiche di fine anno
| Classifica (2019) | Posizione |
| ----------------- | --------- |
| Polonia           | 52        |
| Classifica (2020) | Posizione |
| Polonia           | 76        |
| Russia            | 179       |
| Classifica (2024) | Posizione |
| Estonia           | 87        |